# Peter van Lint

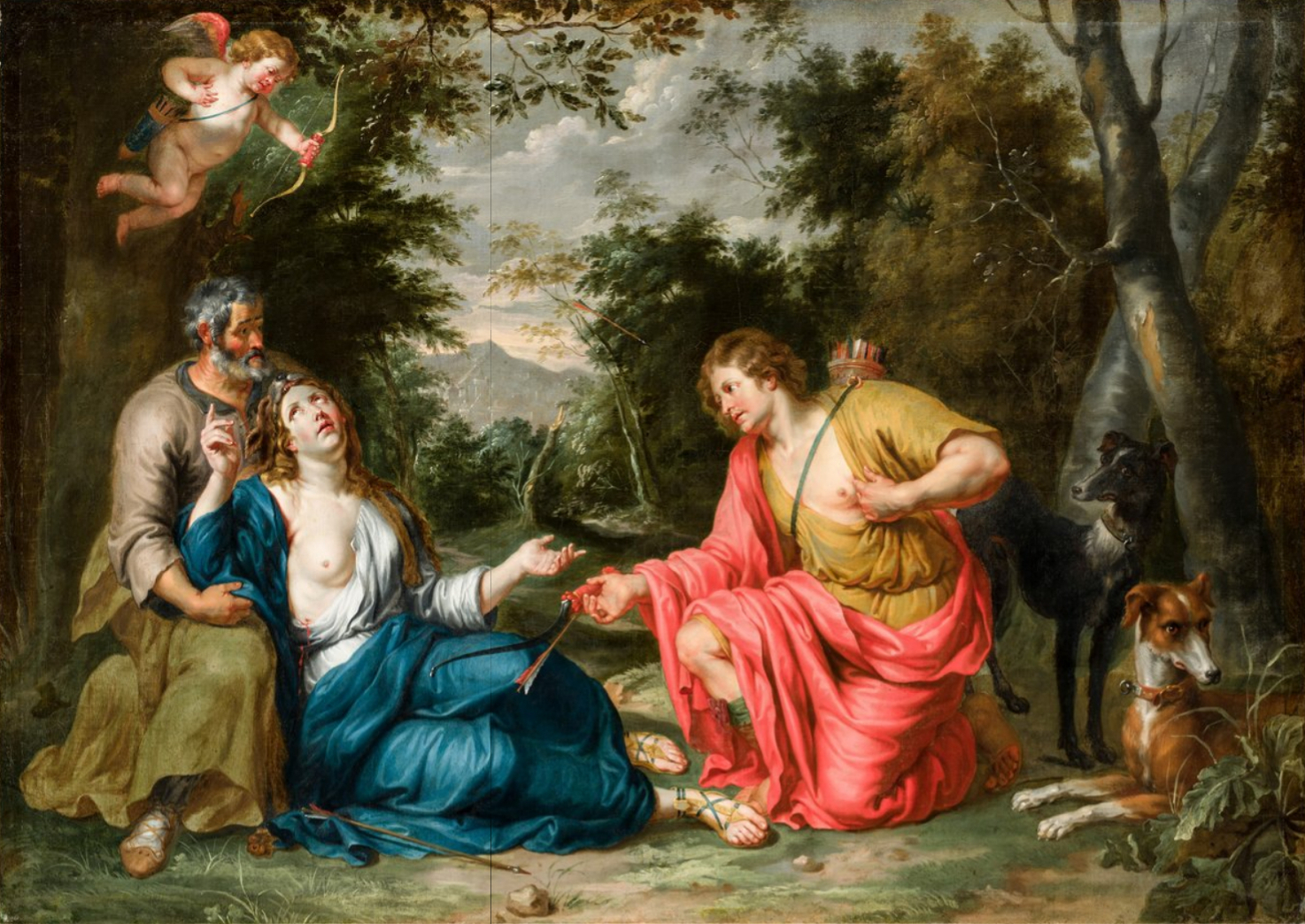
Silvio y Linco con la Dorinda herida, óleo sobre lienzo, 120 x 168 cm. Museo de Bellas Artes de Budapest

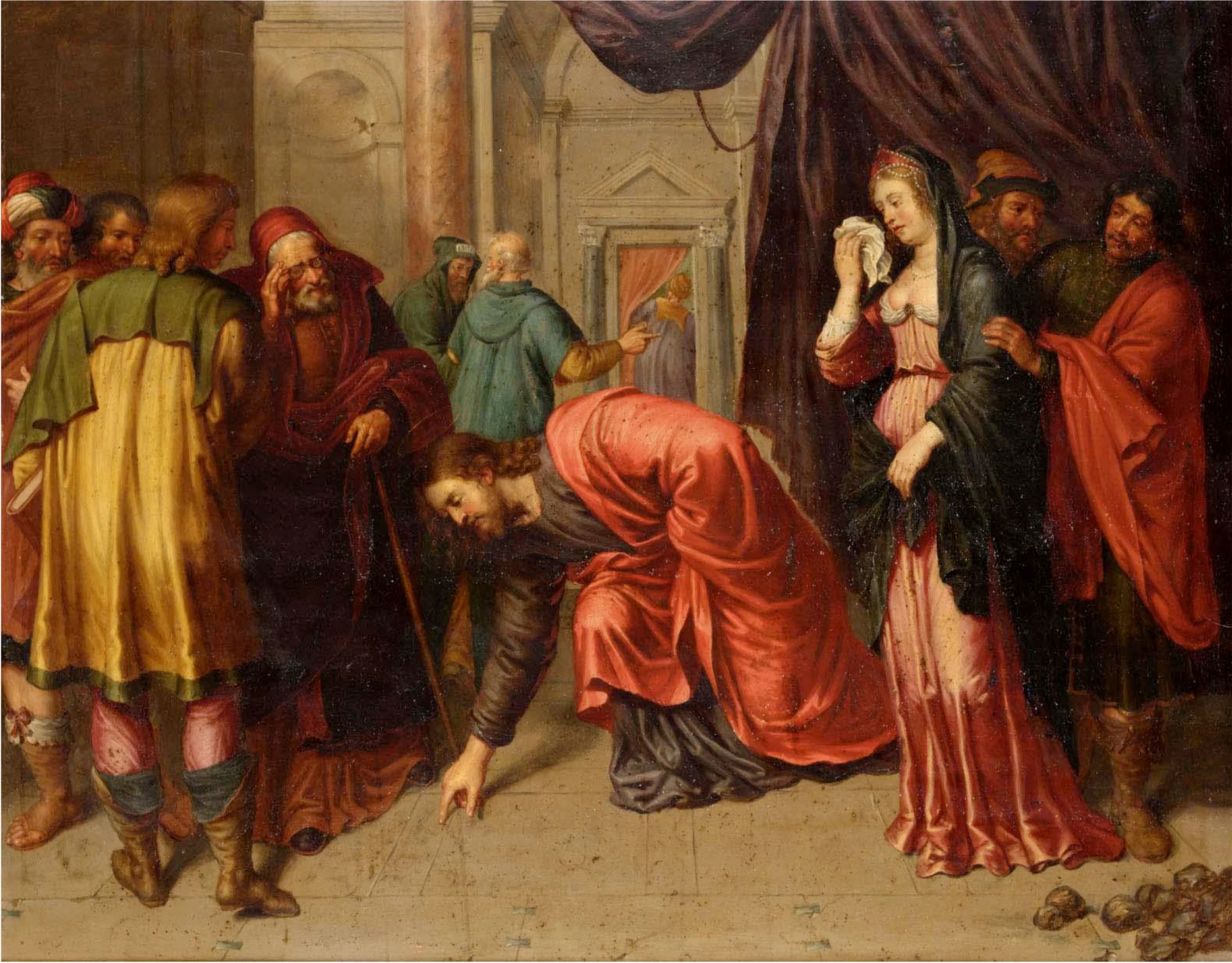
Cristo y la mujer adúltera, óleo sobre cobre, 74 x 90 cm. Colección privada.

Peter van Lint (Amberes, 28 de junio de 1609 – Amberes, 25 de septiembre de 1690) fue un pintor barroco flamenco.

## Biografía y obra
Durante sus primeros años fue discípulo de Artus Wolffort, realizando numerosas copias de pintores reconocidos como Rubens o Marten de Vos.
En 1632 aprobó el examen que le permitió ingresar en la guilda de San Lucas de Amberes como maestro, de este mismo año data su primer cuadro conocido: La adoración de los pastores.
En 1633 viajó a Italia, permaneciendo en Roma hasta 1640. Entró al servicio del cardenal Ginnasio, obispo de Ostia, participando en la decoración pictórica de la catedral de esta ciudad. Asimismo, realizó una serie de frescos por encargo de la familia Cibo para la capilla de Santa María del Popolo en los que se representan diversas escenas relacionadas con la Historia de la Santa Cruz.
Durante su estancia en Italia, pese a su estilo academicista, realizó diferentes cuadros con escenas populares tomadas de la vida cotidiana.
De vuelta a Flandes, se estableció de nuevo en Amberes, donde entró al servicio del monarca Cristián IV de Dinamarca. En esta etapa salieron de su pincel numerosas obras de pequeño formato, de temática religiosa, destinadas a ser vendidas en España o América. El Museo del Prado es propietario de cuatro de sus obras: Jesús entre los doctores, La Magdalena en casa del fariseo (actualmente se exhibe en la Casa Museo de Lope de Vega), Triunfo del Amor y Triunfo de Cibeles. En el Museo Lázaro Galdiano conserva un lienzo Virgen de los Carmelitas de Malinas. No son sus únicos ejemplos en España, ya que el experto Enrique Valdivieso cita varios en iglesias y colecciones andaluzas, siendo a su juicio el más reseñable, y acaso la obra maestra de Van Lint, una Adoración de los pastores de gran formato, con los personajes a tamaño natural, conservada en el Museo de Bellas Artes de Sevilla.
En 1640 pintó una de sus últimas obras conocidas, Los desposorios de la Virgen, que se encuentra expuesta en la catedral de Amberes. 
Entre sus discípulos se cuenta Godfried Maes.